# The Devil's in Love
Pour plus de détails, voir Fiche technique et Distribution.
The Devil's in Love est un film américain réalisé par William Dieterle, sorti en 1933.

## Synopsis
Un médecin se retrouve injustement condamné pour le meurtre d'un major. Il va tout faire pour prouver son innocence.

## Fiche technique
- Titre original : The Devil's in Love
- Réalisation : William Dieterle
- Société de production et de distribution : Fox Film Corporation
- Scénario : Howard Estabrook d'après une histoire de Harry Hervey
- Musique : J.S. Zamecnik (non crédité)
- Photographie : Hal Mohr
- Montage : Ralph Dietrich (non crédité)
- Décorateur de plateau : Max Parker
- Costumes : Rita Kaufman
- Pays d'origine : États-Unis
- Langue : anglais
- Format : Noir et blanc - 35 mm - 1,37:1 - Son : Mono (Western Electric Noiseless Recording)
- Genre : Drame
- Durée : 70 minutes
- Date de sortie :
  - France : 21 juillet 1933

## Distribution
- Victor Jory : Dr. Andre Morand / Paul Vernay
- Loretta Young : Margot Lesesne
- Vivienne Osborne : Rena Corday
- David Manners : Capitaine Jean Fabien
- C. Henry Gordon : Capitaine Radak
- Herbert Mundin : Bimpy
- Émile Chautard : Père Carmion
- J. Carrol Naish : Salazar
- Béla Lugosi : Procureur militaire (non crédité)
- Akim Tamiroff : Adjudant (non crédité)